# 原田左之助
原田左之助（日语：／ Harada Sanosuke，1840年（天保11年）—1868年7月6日（慶應4年5月17日）），新選組第十隊組長。伊予松山藩出身。諱為忠一。從谷三十郎那邊學種田流槍術並得到免許皆傳的身份。

## 人物
曾為伊予松山藩內的中間(官名)，之後脱藩。
原田本人有點急性子，有一次爭吵時被某位武士認為他是一位「連切腹的禮節都不知道的小吏」，於是原田當場切腹給他看。幸好傷勢輕微而沒有生命危險，從那次受傷以後就以「不死的左之助」之名而在隊上出名。他的腹部因此留下一道一字型的傷疤，天氣好的時候還會露出傷疤秀給他人觀賞，讓他們知道這種傷口和他們在故事裡聽到的是不一樣的，並且還會開玩笑地說我的腹部已經嘗過金屬(暗喻刀)的味道了，此外他還將原來的家徽設計改成他留下的一字型傷疤造型。由於這道傷疤是從左邊切起，因此也被人懷疑他不是左撇子。
原田除了被稱讚是一位愛妻家以外，還喜歡在非當班的時候，抱著孩子到訪屯所，並以他的孩子自豪，留下他被認為很重視家庭的小故事。另外據說還是一位美男子，並與同事永倉新八的關係也相當好。
出差到江戶藩邸工作時，經常與小他幾歲並同時住在江戶藩邸的内藤助之進（之後的内藤鳴雪，有名的俳句詩人）一起玩。
但原田本身也是一位個性粗暴的人，喜歡在喝酒時誇耀自己留下的傷疤，並大聲叫著「切吧、切吧」。在他暗殺長州間諜楠小十郎時，不但是從背後攻擊，殺掉他以後還一邊笑著說：「啊，真是高興」，讓他因此遭到近藤勇的嚴厲斥責。

## 新選組
從近藤勇的江戶道場試衛館以來就跟隨著近藤上洛的元老隊士，後來成為第十隊組長。從谷万太郎那裏學習種田流槍術，並得到免許皆傳的資格，以作為種田流槍術(寶藏院流)的長槍高手而聞名。身為副長的土方歲三對於第一隊的沖田總司和第十隊的原田左之助最為信賴，並經常借用他們的力量。在作戰時作為殿軍的組長而指揮著第十隊參戰，所以在新選組的重要戰役中一定會有原田的名字活躍著。包括（芹澤鴨一派的肅清、斬殺長州間諜楠小十郎、暗殺大阪西町奉行與力內山彥次郎、池田屋事件、禁門之變、三條制禮事件、油小路事件等）
有一度，原田被懷疑是暗殺坂本龍馬的兇手（因為暗殺現場留下一把掉落的刀鞘，伊東甲子太郎作證說這個刀鞘是原田和其他二人所有，而且事發時有聽到兇手用四國方言講出（「這個渾球！」），但實際上暗殺龍馬以京都見廻組之説最為有力。2004年的NHK大河劇《新選組！》則將這個傳聞寫入故事中，通過使原田左之助趕往近江屋救援坂本龍馬卻沒有趕上的劇情使該傳言合理化（劇中實際兇手仍為歷史學說中最有可能的見回組）。
原田作為新選組一員，曾參加鳥羽・伏見之戰、甲陽鎮撫隊等戰爭、之後離開近藤，並與永倉新八等人一起組成靖兵隊。但不知為何而在山崎宿（現在的千葉縣野田市山崎）離隊，並回到江戶加入彰義隊，由於在上野戰爭中所受的傷勢尚未癒合，他在明治元年5月17日死亡。得年29，由於他太晚入隊，因此隊上的名簿中沒有記載原田的名字。
由於原田在靖兵隊徑過山崎宿時就退出了隊伍，被推測他可能是想要和留在江戶的家人相聚，但來到江戶附近時，卻發現自己無法脫身，於是又加入彰義隊，當時他和大部份人馬都駐紮在寬永寺內。

## 馬賊傳説
依據明治四十年報導的新聞，在甲午戰爭時，松山傳出有位敘說自己過往並自稱為「我是原田左之助」的老軍人。1907年（明治40年）時的愛媛新聞則有一篇據說他與弟弟以及外甥相會聊完天以後，就留下「我要回去滿洲」等語而離去的報導，但這個老軍人自稱為原田的新聞報導則是真假不明。傳說原田是經由上野、新潟、下關、釜山等地到達中國並成為馬賊的頭目。

## 其他
長子的名字叫茂、這個原田茂的「茂」字是取自於江戶幕府第14代征夷大將軍德川家茂的名字。妻子原田雅持續活到昭和6年，在許多孫子的看護下死去。
另外在收集許多新選組證詞等記錄文件的《新選組三部曲》（子母澤寬著）當中，原田雅有談到關於自己的丈夫‧左之助的事情。

## 登場作品
動漫畫
- 青之壬生浪（講談社、安田剛士作）